# Caspase 9
La caspase 9 est une protéase à cystéine de la famille des caspases (de l'anglais cysteine-dependent aspartate-directed proteases). Elle est codée chez l'homme par le gène CASP9, situé sur le chromosome 1. Des orthologues de CASP9 ont été identifiés chez tous les mammifère pour lesquels on dispose de données génomiques complètes. Des orthologues spécifiques ont également été relevés chez les oiseaux, les sauriens, les lissamphibiens et les téléostéens.
Cette enzyme clive les chaînes polypeptidiques au niveau de séquences comportant obligatoirement un résidu d'aspartate en P1 et de préférence un résidu d'histidine en P2, la séquence idéale étant Leu–Gly–His–Asp-|-Xaa. Elle a été associée à la voie d'apoptose mitochondriale. L'activation des kinases de stress SAPK/JNK (en) provoquent la libération de cytochrome c hors des mitochondries et l'activation de la protéine Apaf-1 de l'apoptosome, qui clive la proenzyme de la caspase 9 pour donner la forme active de cette dernière.
La caspase 9 clive ensuite la procaspase 3 et la procaspase 7, qui clivent à leur tour diverses cibles cellulaires, dont la poly(ADP-ribose) polymérase.

Vue générale des voies de transduction de signal, montrant certaines interactions de la caspase 9.